# Московченко Володимир Юрійович
Володи́мир Ю́рійович Моско́вченко (нар. 28 вересня 1954, Ворошиловград) — український театральний режисер.

## Життєпис
Народився 28 вересня 1954 року в місті Ворошиловграді (нині Луганськ, Україна). 1978 року закінчив Харківський інститут мистецтв, де навчався, зокрема, у Якова Рєзникова.
Упродовж 1978—1988 років працював режисером Донецького російського драматичного театру у Жданові; у 1989—2015 роках — головний режисер, з 2016 року — головний режисер Луганського українського музично-драматичного театру (повернувся на посаду у 2016 році — після переміщення театру до Сєвєродонецьку).

## Постановки
- 1988 — «Безталанна» за п'єсою Івана Карпенка-Карого
- 1989 — «Отак загинув Гуска» Миколи Куліша
- 1992 — «Лиха іскра» Івана Карпенка-Карого
- 1990 — «Сорочинський ярмарок» за повістю Миколи Гоголя
- 1995 — «Антоній і Клеопатра» за п'єсою Вільяма Шекспіра
- 1996 — «Крути — не перекручуй» Михайла Старицького
- 1997 — «Ніч на Івана Купала» Михайла Старицького
- 1999 — «Сватання на Гончарівці» за п'єсою Григорія Квітки-Основ'яненка
- 2002 — «Свіччине весілля» за п'єсою Івана Кочерги
- 2002 — «Титарівна» Марка Кропивницького за Тарасом Шевченком
- 2002 — «Приборкання норовливого» Ярослава Стельмаха
- 2002 — «Філумена Мартурано» Едуардо де Філіппо
- 2010 — «Конотопська відьма» за повістю Григорія Квітки-Основ'яненка
- 2012 — «Сорочинський ярмарок» за повістю Миколи Гоголя
- 2016 — «Звідки беруться діти?» Анатолія Крима
- 2016 — «Маклена Ґраса» за п'єсою Миколи Куліша
- 2017 — «Конотопська відьма» за повістю Григорія Квітки-Основ'яненка
- 2017 — «Лавина» Тунджера Джюдженоглу

## Відзнаки
- Заслужений діяч мистецтв України з 1996 року;
- Орден «За заслуги» ІІІ ступеня (2009).